# Gary Hug
| (15992) Cynthia         | 18. prosinca 1998.  |
| (18055) Fernhildebrandt | 11. listopada 1999. |
| (23989) Farpoint        | 3. rujna 1999.      |
| (24265) Banthonytwarog  | 13. prosinca 1999.  |
| (24305) Darrellparnell  | 26. prosinca 1999.  |
| (24308) Cowenco         | 29. prosinca 1999.  |
| (25594) Kessler         | 29. prosinca 1999.  |
| (31664) Randiiwessen    | 8. svibnja 1999.    |
| (33747) Clingan         | 14. kolovoza 1999.  |
| (50768) Ianwessen       | 27. ožujka 2000.    |
| (51569) Garywessen      | 18. travnja 2001.   |
| (53316) Michielford     | 9. svibnja 1999.    |
| (54439) Topeka          | 29. lipnja 2000.    |
| (56678) Alicewessen     | 3. lipnja 2000.     |
| (57471) Mariemarsina    | 22. rujna 2001.     |
| (62666) Rainawessen     | . listopada 2000.   |
| (72545) Robbiiwessen    | 3. ožujka 2001.     |

Gary Hug, američki amaterski astronom. S Grahamom E. Bellom, promatrao je sa zvjezdarnice Farpointa u Eskridgeu u Kanzasu. Plodno je otkrivao asteroide i otkrio je periodični komet 178P/Hug-Bell.